# 1941 à la télévision
| Années de la télévision : 1938 - 1939 - 1940 - 1941 - 1942 - 1943 - 1944    |
| Décennies de la télévision : 1910 - 1920 - 1930 - 1940 - 1950 - 1960 - 1970 |

Cet article présente les faits marquants de l'année 1941 à la télévision.

## Évènements
- 1er juillet 1941: Début, après approbation par le FCC, des émissions utilisant le standard 525 lignes 60 Hz(norme EIA). Deviendra le standard NTSC en 1953, lors de la création de ce système couleur.

## Principales naissances
- 17 février : Julia McKenzie, actrice anglaise.
- 3 avril : Eric Braeden, acteur allemand naturalisé américain.
- 7 avril : James Di Pasquale, compositeur américain.
- 20 avril : Ryan O'Neal, acteur américain.
- 17 juillet : Jean-Claude Bourret, journaliste-(écrivain) français.
- 19 juillet : Charles Villeneuve, journaliste français.
- 12 août : Jean Drucker, français, directeur de M6 († 18 avril 2003).
- 9 décembre : Beau Bridges, acteur, réalisateur et producteur américain.
- 10 décembre : Tommy Rettig, acteur américain († 15 février 1996).